# 高槻藩
高槻藩（たかつきはん）は、摂津国に存在した藩の一つ。藩庁は高槻城（現在の大阪府高槻市城内町付近。現在では城跡の一部が高槻城公園として整備されている）。本項目では関係のある山城長岡藩についても記述する。

## 概要
高槻は戦国時代、織田信長や豊臣秀吉に仕えた高山右近が治めていた。キリシタン大名としても有名な右近は、秀吉の宣教師追放令で大名の地位を追われ、その後に新庄直頼が3万石で高槻に入ったが、1600年の関ヶ原の戦いで改易され、その身柄は蒲生秀行に預けられた。
元和元年（1615年）に内藤信正が近江国長浜より4万石で入り、高槻藩が立藩した。信正は高槻城を改修し、本丸・二の丸を建設した。元和3年（1617年）に山城国伏見城代となる。下総国守谷より土岐定義が2万石で入るが、定義は元和5年（1619年）死去する。子の頼行は幼少のため、減封により旗本に降格となり、下総国守谷に再び移封となった。三河国形原より松平家信が2万石で入るが、寛永12年（1635年）下総佐倉藩へ移封となる。播磨国龍野藩より岡部宣勝が5万1000石で入ったが、寛永17年（1640年）和泉岸和田藩へ移封となる。下総佐倉藩より家信の次男・松平康信が3万6000石で入るが、慶安2年（1649年）に丹波篠山藩へ移封と、藩主が短期間で相次いで変わり、藩主家の交替が相次いだ。
その後、山城長岡藩より永井直清が3万6000石で入ってようやく藩主が定着し、永井氏13代の支配を経て明治時代を迎えた。
明治4年（1871年）に廃藩置県により高槻県となり、のち大阪府に編入された。

## 歴代藩主

### 内藤家
譜代 4万石 （1615年 - 1617年）
1. 信正（のぶまさ）従五位下。紀伊守。内藤信成の長男。

### 土岐家
譜代 2万石 （1617年 - 1619年）
1. 定義（さだよし）従五位下。山城守。土岐定政の次男。
2. 頼行（よりゆき）従五位下。山城守。土岐定義の長男。

### 松平〔形原〕家
譜代 2万石 （1619年 - 1635年）
1. 家信（いえのぶ）従四位下。紀伊守。松平家忠の長男。

### 岡部家
譜代 5万石　（1635年 - 1640年）
1. 宣勝（のぶかつ）従五位下。美濃守。岡部長盛の長男。

### 松平〔形原〕家
譜代 3万6000石 （1640年 - 1649年）
1. 康信（やすのぶ）従四位下。若狭守。松平家信の次男。

### 永井家
譜代 3万6000石 （1649年 - 1871年）
1. 直清（なおきよ）従五位下。日向守。永井直勝の次男。
2. 直時（なおとき）従五位下。市正。永井直清の子・永井直吉の長男。
3. 直種（なおたね）従五位下。日向守。山城淀藩主・永井尚征の四男。
4. 直達（なおたつ）従五位下。日向守。大和新庄藩主・永井直圓の長男。
5. 直英（なおひで）従五位下。備後守。永井直種の次男。
6. 直期（なおざね）従五位下。飛騨守。大和新庄藩主・永井直圓の五男。
7. 直行（なおゆき）従五位下。近江守。永井直期の長男。
8. 直珍（なおよし）従五位下。飛騨守。永井直期の三男。
9. 直進（なおのぶ）従五位下。日向守。永井直珍の三男。
10. 直与（なおとも）従五位下。飛騨守。永井直進の長男。
11. 直輝（なおてる）従五位下。飛騨守。永井直与の次男。
12. 直矢（なおつら）従五位下。飛騨守。松平親良の次男。
13. 直諒（なおまさ）従五位下。日向守。永井直次の三男。

## 山城長岡藩
長岡藩（ながおかはん）は、江戸時代初期、山城国乙訓郡周辺を領有した藩。藩庁として長岡（現在の京都府長岡京市）に陣屋が営まれた。
寛永10年（1633年）、書院番で上総国・下総国内に8000石を領する旗本の永井直清が、旧領地に加え山城国、紀伊国、摂津国内に領地を得て、1万2000石の大名に昇格した。当初、長岡勝竜寺に居所を構え、のち長岡神足寺に移った。昇格と同時に書院番頭となった。
慶安2年（1649年）に2万4000石の加増を受け高槻藩に転封となったため廃藩となった。

## 幕末の領地
- 摂津国
  - 住吉郡のうち - 2村
  - 島下郡のうち - 29村
  - 島上郡のうち - 41村
  - 能勢郡のうち - 1村（摂津県に編入）
- 丹波国
  - 桑田郡のうち - 15村
- 河内国
  - 茨田郡のうち - 3村（堺県に編入）

上記のほか、島下郡14村、島上郡17村、能勢郡18村の幕府領を預かり、島上郡3村は本藩に、残部は摂津県に編入された。また、茨田郡6村の幕府領を預かったが、全域が堺県に編入された。